# アトゥール・ドディヤ
アトゥル・ドーディヤー（ヒンディー語: अतुल डोडिया, 英語: Atul Dodiya、1959年1月20日 - ）は、インドの画家、現代美術家。ムンバイのガートコーパル地区出身、ムンバイ在住。

## 人物
妻は同じく画家のアンジュー・ドーディヤー。1982年ムンバイのJ.J卿芸術学校卒業。1995年にサンスクリティ賞を受賞した。
福岡アジア美術館にはインドの映画史上最高の興行収入を収めた映画『炎』(ショーレー、Sholay)に登場する悪役を描いた『ガンボージ色のガッバル』が所蔵されている。